# Александер (Пфалц-Цвайбрюкен)
Александер фон Пфалц-Цвайбрюкен, Куция на немски: Alexander von Pfalz-Zweibrücken, „der Hinkende“; * 26 ноември 1462; † 21 октомври 1514, Цвайбрюкен) от фамилията Вителсбахи, е от 1489 г. пфалцграф, херцог и княз на Пфалц-Цвайбрюкен и граф на Велденц.

## Живот
Тойе вторият син на пфалцграф Лудвиг I фон Пфалц-Цвайбрюкен (1424 – 1489) и съпругата му Жана (Йохана) (1435 – 1504), дъщеря на Антоан I дьо Крой Велики (1402 – 1475), граф на Порсеан. Като малък той се разболява от едра шарка и остава сакат с единия крак, заради което е наричан Куция.
Александер последва баща си през 1489 г. в управлението за една година заедно с по-големия му брат Каспар. Той затваря брат си Каспар за цял живот до смъртта му през 1527 г. в замъка Велденц.
През 1489 г. Александер подарява църквата „Св. Александер“ в Цвайбрюкен след завръщането му от поклонническото пътуване в Светите земи от 1495 г. Пише книга за пътуването, която е отпечатана през 1584 г.
Умира на 21 октомври 1514 г. на 51-годишна възраст. Понеже синът му Лудвиг е малолетен, е под регентството на майка му и други съветници до 1519 г.

## Фамилия
Александер се жени на 21 януари 1499 г. в Цвайбрюкен за графиня Маргарета фон Хоенлое-Нойенщайн (* 30 юли 1480; † 3 септември 1522), дъщеря на граф Крафт VI фон Хоенлое-Нойенщайн († 1503) и Хелена фон Вюртемберг († 1506). Те имат децата:
- Йохана (1499 – 1537), монахиня в манастир Св. Агнес в Трир
- Лудвиг II (1502 – 1532), пфалцграф и херцог на Пфалц-Цвайбрюкен, ∞ 1525 принцеса Елизабет фон Хесен (1503 – 1563)
- Георг (1503 – 1537), домхер в Трир
- Маргарета (1509 – 1522), монахиня в манастир Мариенберг при Боппард
- Рупрехт (1506 – 1544), пфалцграф и херцог на Велденц

∞ 1537 Вилд- и Рейнграфиня Урсула цу Салм-Кирбург (1515 – 1601)
- Катарина (1510 – 1542)

∞ 1541 граф Ото IV от Ритберг (1520 – 1552)